# Мамедов, Ильгар Яшар оглы
Ильгар Яшар оглы Мамедов (азерб. İlqar Yaşar oğlu Məmmədov; род. 15 ноября 1965, Баку) — советский и российский фехтовальщик на рапирах, главный тренер сборной России по фехтованию (2012—по н/в), олимпийский чемпион (1988, 1996), чемпион мира. Заслуженный мастер спорта СССР (1988), Заслуженный тренер России (2015), президент Федерации фехтования России (с 2021 по н\в), полковник ВС РФ.

## Биография
Родился 15 ноября 1965 года в Баку, по национальности — азербайджанец.
Окончил Азербайджанский государственный институт физической культуры в 1987 году и Дипломатическую академию МИД России в 2008 году.
Тренировался у Марка Петровича Мидлера. Выступал за московский ЦСКА.
Принимал участие в четырех Олимпиадах. Двукратный олимпийский чемпион (1988, 1996) в командном первенстве по фехтованию на рапирах. Чемпион мира 1989 года. Обладатель Кубка Европы 1995, 1996, 1998, 2000 годов. Многократный чемпион России и СССР.
Победитель I Всемирных игр военнослужащих в личном зачете и 3-е место в командном, Рим, 1995 год.
С декабря 2008 по декабрь 2016 года работал в Судейской комиссии Международной федерации фехтования (FIE).
В 2013 году включен в Зал Славы  Международной федерации фехтования (FIE).
С октября 2012 года является главным тренером сборной России по фехтованию. Под его руководством на чемпионатах мира 2013, 2014, 2015, 2016, 2019 годов россияне занимали первое общекомандное место.
На чемпионате мира 2016 в Рио-де-Жанейро для неолимпийских видов программы (рапира жен, сабля муж) сборная России под его руководством завоевала 1-е общекомандное место, завоевав 2 золотые медали.
На чемпионате Европы 2016 в Торуни (Польша) сборная России завоевала 1-е общекомандное место с 6 золотыми медалями.
На Олимпийских играх 2016 года сборная России выиграла 1-е общекомандное место и завоевала четыре золотые медали, одну серебряную и две бронзовые.
Ученик Мамедова Тимур Сафин выиграл бронзу в индивидуальном зачёте по мужской рапире, а также золото в команде. В командных соревнованиях рапиристов ещё один его ученик Артур Ахматхузин в 8-м переломном бою вывел сборную России вперёд и после решающего боя Алексея Черемисинова стала победителем Олимпийских игр.
На чемпионате мира 2017 года в Лейпциге его ученик Дмитрий Жеребченко стал обладателем золотой медали в индивидуальном зачёте.
На чемпионате Европы 2018 в Нови Сад (Сербия) сборная России выиграла общекомандный зачёт с 6 золотыми, 2 серебряными и 3 бронзовыми медалями.
На чемпионате Европы 2019 года в Дюссельдорфе (Германия) сборная России выиграла общекомандное 1-е место (4 золота, 3 серебра, 2 бронзы).
На чемпионате мира 2019 в Будапеште (Венгрия) было завоёвано 1-е общекомандное место (3 золота, 3 серебра, 1 бронза). Ученик Мамедова Дмитрий Жеребченко принёс в копилку сборной России бронзовую медаль в индивидуальной рапире.
На Олимпийских Играх Токио 2020 российская команда выиграла первое общекомандное место и завоевала 8 медалей — 3 золота, 4 серебра и 1 бронзу.
С декабря 2021 года является президентом Общероссийской общественной организации "Федерация фехтования России".
Основатель "Центра фехтования имени И.Мамедова" (2018г.). 
25 января 2025 года он был переизбран президентом Федерации фехтования России. 

## Семья
Жена Ильгара Мамедова Елена Жемаева также фехтовальщица — двукратная чемпионка мира, Европы, обладатель Кубка мира, представляла Азербайджан на Олимпиаде 2004. У них две дочери — Милена (род. 1997) и Айла (род. 2005).

## Награды и звания
- Заслуженный мастер спорта СССР (1988);
- Заслуженный тренер России (2015)[4];
- Полковник ВС РФ согласно приказу 592 МО РФ от 24 августа 2016 года;
- Ветеран труда (2023);
- Благодарность Президента Российской Федерации (6 января 1997) — за высокие спортивные достижения на XXVI летних Олимпийских играх 1996 года в городе Атланта (США)[5];
- Почётная грамота Президента Российской Федерации (23 января 2014) — за заслуги в развитии физической культуры и спорта, высокие спортивные достижения на XXVII Всемирной летней Универсиаде 2013 года в городе Казани[6];
- Медаль «За трудовую доблесть» — за высокие спортивные достижения на Играх XXIV Олимпиады 1988 года в городе Сеул (Южная Корея);
- Медаль ордена «За заслуги перед Отечеством» II степени (2 ноября 1995) — за высокие спортивные достижения на I Всемирных Играх военнослужащих в городе Рим (Италия);
- Благодарность Президента Российской Федерации (12 февраля 2016) — за большой вклад в развитие физической культуры и спорта;
- Орден Почёта (25 января 2017) — за успешную подготовку спортсменов, добившихся высоких спортивных достижений на Играх XXXI Олимпиады 2016 года в городе Рио-де-Жанейро (Бразилия)[7];
- Орден Дружбы (1 июля 2022) — за обеспечение успешной подготовки спортсменов, добившихся высоких спортивных достижений на Играх XXXII Олимпиады 2020 года в городе Токио (Япония);
- Орден «Олимпия» (2009, Национальный олимпийский комитет Азербайджана)[8].
- Орден Салавата Юлаева (16 октября 2024)